# Mørklægning
 Denne artikel omhandler overvejende eller alene danske forhold. Hjælp gerne med at gøre artiklen mere almen.
Mørklægning blev indført 9. april 1940 af den tyske besættelsesmagt, som pålagde danskerne at mørkelægge deres vinduer og begrænse al udendørs belysning for at besværliggøre evt. britiske flys orientering.
Da alle pludselig fra dag til dag skulle mørklægge deres hjem og rigtige mørklægningsgardiner var en mangelvare, måtte folk være kreative og anvendte i stedet f.eks. sort papir, tæpper og andre lyshindrende materialer, indtil man efterhånden fik nye forsyninger af mørklægningsgardiner.
Mørklægningen var pålagt danskerne helt frem til 4. maj 1945, hvor det om aftenen blev proklameret, at de tyske tropper havde overgivet sig. Denne nyhed udløste spontane glædesudbrud, og mange skyndte sig at rive mørklægningsgardinerne ned og markere besættelsens afslutning ved at afbrænde dem på bål.